# Parrott (Virginie)
 (mars 2025).
Pour les articles homonymes, voir Parrott.
Parrott est une census-designated place située dans le comté de Pulaski, dans l’État de Virginie, aux États-Unis. Lors du recensement de 2020, elle comptait 358 habitants.